# Thalictrum junkmannianum
Thalictrum junkmannianum är en ranunkelväxtart som beskrevs av Erwin Emil Alfred Janchen. Thalictrum junkmannianum ingår i släktet rutor, och familjen ranunkelväxter. Inga underarter finns listade i Catalogue of Life.